# Antipathes subpinnata
Antipathes subpinnata é uma rara espécie de coral negro, encontrada entre os 50 e os 110 metros de profundidade na costa da cidade de Scilla, na ponta da Calábria.